# Georgiska inbördeskriget
Georgiska inbördeskriget, 1991-1993, var ett inbördeskrig som handlade om de etniska och internationella konflikterna i regionerna Sydossetien (1988-1992) och Abchazien (1992-1993), samt den våldsamma militära statskuppen 21 december 1991-6 januari 1992 mot den första demokratiskt valda presidenten, Zviad Gamsachurdia och hans efterföljande uppror i ett försök att återta makten 1993, något som dock misslyckades.

## Resultat och eftermäle
Konflikten resulterade i att Sydossetien och Abchazien bröt sig ut från Georgien, samt en stor politisk, ekonomisk och social instabilitet. De dåliga relationerna mellan Georgien och separatisterna i Sydossetien och Abchazien resulterade i det sydossetiska kriget 2008.